# Gene Austin
Pour les articles homonymes, voir Austin.
Gene Austin, né à Gainesville (comté de Cooke, Texas) le 24 juin 1900 et mort à Palm Springs (Californie) le 24 janvier 1972, est un chanteur, auteur-compositeur-interprète et acteur américain.
Il est connu pour être l'un des premiers crooners.

## Filmographie

### Comme acteur
- 1934 : Sadie McKee : Cafe Entertainer
- 1934 : Gift of Gab : Radio Artist
- 1934 : Belle of the Nineties : St. Louis Crooner
- 1934 : Ferry-Go-Round : Gene Austin
- 1935 : Night Life
- 1936 : Bad Medicine : Singer
- 1936 : Klondike Annie : Organist
- 1937 : Trailing Along : Orchestra Leader
- 1938 : Songs and Saddles (en) : Gene Austin
- 1940 : Mon petit poussin chéri (My Little Chickadee) : Saloon Musician
- 1944 : Moon Over Las Vegas : Singer Gene Austin
- 1944 : Follow the Leader : Singer Gene Austin